# Bublava
Bublava (in tedesco Schwaderbach) è un comune della Repubblica Ceca facente parte del distretto di Sokolov, nella regione di Karlovy Vary.